# Jack Fragomeni
John „Jack“ Fragomeni Jr. (* 1951 in Schenectady; † 4. April 2009 in Troy, New York) war ein US-amerikanischer Jazzgitarrist und Musikpädagoge.
Jack Born besuchte die Mont Pleasant High School und studierte dann am College of St. Rose, wo er den Bachelor- und den Master-Abschluss erwarb; außerdem hatte er Gitarrenunterricht bei Attila Zoller. Im   Raum Albany spielte er mit Nick Brignola, Bucky Pizzarelli und tourte mit Lee Konitz. 1986 entstanden erste Plattenaufnahmen. Er war Mitglied des Empire Jazz Orchestra (Album Symphonies in Riffs) und unterrichtete am College of St Rose, wo er ab 1984 das Saint Rose Jazz Guitar Ensemble leitete, und am Schenectady County Community College. Nach einem Duoalbum mit dem Bassisten Steve LaSpina (Friends in Deed) nahm er 2002 mit Michael Formanek und Jeff Hirshfield das Album I'm Having a Good Time auf, das posthum 2011 bei Kyran Music erschienen ist. Er starb im April 2009 im Alter von 57 Jahren im St. Mary’s Hospital in Troy. Im April 2010 fand ein Gedenkkonzert statt, u. a. mit einem Fragomeni Tribute Trio aus Steve LaSpina, Armen Donelian und Mitch Seidman.